# 普里斯捷诺夫斯基农村居民点
普里斯捷诺夫斯基农村居民点（俄语：Пристеновское сельское поселение）是俄罗斯联邦伏尔加格勒州切尔内什科夫斯基区所属的一个农村居民点。其下辖有3个居民点，行政中心为普里斯捷诺夫斯基。据2016年统计，该农村居民点的人口为484人。